# Римско-германски войни
Римско-германските войни са военни конфликти между Древен Рим и германските племена, продължили от края на 2 век пр.н.е. до края на 5 век.
- Кимврийска война (113 – 101 пр.н.е.)
  - Битка при Нореа 112 пр.н.е.
  - Битка при Араузио 105 пр.н.е.
  - Битка при Аква Секстие 102 пр.н.е.
  - Битка при Верцела 101 пр.н.е.
- Завладяването на Германия
  - Битка при Лупия 11 пр.н.е.
  - Битка в Тевтобургската гора 9 г.
  - Битка при река Везер 16 г.
- Маркоманска война
- Скитска война III век
- Римско-алемански войни
- Криза на Третото столетие
  - Битка при Абритус 251 г.
  - Сражение при Медиолан 259 г.
  - Битка при Гарда 268 г.
  - Битка при Ниш 269 г.
  - Плаценция 271 г.
  - Фано 271 г.
  - Битка при Павия 271 г.
  - Битка при Лингон 298 г.
  - Битка при Виндониса 298 г.
- Битка при Реймс 356 г.
- Битка при Бротомаг 356 г.
- Обсада на Сенон 356 г.
- Битка при Страсбург 357 г.
- Операция на римските помощни войски срещу алеманите на островите в Рейн 357 г.
- Битка при Аргентария 357 г.
- Битка при Солициниум 367 г.
- Готска война (367 – 369)
- Готска война (377 – 378)
  - Битка при Аргентовария 378 г.
  - Макрианопол (377)
  - Салиций (377)
  - Адрианопол (378)
- Адрианопол (378)
- Сирмий (380)
- Тесалоники (380)
- Римско-вестготски войни
- Битка при Поленция 402 г.
- Битка при Верона 403 г.
- Превземането на Рим от готите (410 г.)
- Битка при Нарбон 436 г.
- Битка при Толозе 439 г.
- Битка на Каталаунските полета 451 г.